# К'юлін (Міссурі)
К'юлін (англ. Qulin) — місто (англ. city) в США, в окрузі Батлер штату Міссурі. Населення — 460 осіб (2020).

## Географія
К'юлін розташований за координатами 36°35′43″ пн. ш. 90°14′47″ зх. д. / 36.59528° пн. ш. 90.24639° зх. д. (36.595255, -90.246295).  За даними Бюро перепису населення США в 2010 році місто мало площу 1,17 км², уся площа — суходіл.

## Демографія
Згідно з переписом 2010 року, у місті мешкало 458 осіб у 202 домогосподарствах у складі 113 родин. Густота населення становила 392 особи/км².  Було 244 помешкання (209/км²).
Расовий склад населення:
| - 97,2 % — білих - 0,7 % — корінних американців |

До двох чи більше рас належало 2,0 %. Частка іспаномовних становила 1,1 % від усіх жителів.
За віковим діапазоном населення розподілялося таким чином: 22,9 % — особи молодші 18 років, 59,9 % — особи у віці 18—64 років, 17,2 % — особи у віці 65 років та старші. Медіана віку мешканця становила 44,0 року. На 100 осіб жіночої статі у місті припадало 87,7 чоловіків;  на 100 жінок у віці від 18 років та старших — 82,0 чоловіків також старших 18 років.
Середній дохід на одне домашнє господарство  становив 31 987 доларів США (медіана — 23 125), а середній дохід на одну сім'ю — 35 003 долари (медіана — 30 417). За межею бідності перебувало 37,9 % осіб, у тому числі 46,8 % дітей у віці до 18 років та 36,8 % осіб у віці 65 років та старших.
Цивільне працевлаштоване населення становило 128 осіб. Основні галузі зайнятості: виробництво — 21,9 %, освіта, охорона здоров'я та соціальна допомога — 19,5 %, роздрібна торгівля — 18,0 %.